# Lee Curreri
Leonard Charles "Lee" Curreri (Bronx, Nova York, 4 de gener de 1961) és un actor i músic estatunidenc, famós pel seu treball a la pel·lícula, Fame (1980) i la seva derivació televisiva, Fame (1982–1987).

## Biografia
Va néixer al Bronx, a la ciutat de Nova York, de pares italians i posteriorment va ser adoptat per una parella del sud d’Itàlia. Va assistir a l'escola secundària a la Fordham Preparatory School i a la Manhattan School of Music.
Curreri va fer el paper de Bruno Martelli, el tímit i introvertit teclista, a la pel·lícula Fama i la seva sèrie de televisió derivada, també coneguda com a Fame, després de fer una audició per a la pel·lícula a Nova York. Va aparèixer en un episodi de The New Love American Style.
Va tocar el piano amb In Vitro i the Iona College Singers. És compositor i ha treballat amb diversos intèrprets, inclosos Natalie Cole, Phil Perry, Nicolette Larson i Kid Creole. El desembre de 2008 va aparèixer a la sèrie Bring Back ... de Channel 4, en què Justin Lee Colins va aconseguir reunir part del repartiment de la sèrie original. Va publicar un CD, Aquabox, que té a l'interior un llibret que conté imatges d'un dels fills de Curreri, Joey, poc abans de néixer (una imatge prèvia al naixement que es troba al tríptic).
Viu a Marina del Rey, amb els seus dos fills i la seva esposa, Sherry, germana de Laura Dean, companya de repartiment de la pel·lícula Fama. Escriu música per televisió i cinema i la produeix.

## Filmografia

### Cinema
- Fame (1980) - Bruno
- Crystal Heart (1986) - Christopher Newley

### Sèries televisió
- ABC Afterschool Specials (1981) - Steve (temporada 10, episodi 2 : Starstruck)
- Fame (1982-1987) - Bruno Martelli (61 episodis)
- Danger Bay (1987) - Paul (temporada 3, episodi 17 : Man of Few Words)
- Mr. T (1988) - Paul (temporada 1, episodi 6 : Something in the Air)

### Telefilm
- Embassy (1985) de Robert Michael Lewis - Mike Forte